# دهستان راستوپی
دهستان راستوپی، دهستانی است از توابع بخش مرکزی شهرستان سوادکوه در استان مازندران.
جمعیت این دهستان بر اساس سرشماری سال ۱۳۸۵ در حدود (۲۰۲۲ خانوار) ۷۰۸۴ نفر است.